# Desperados: Wanted Dead or Alive
Desperados: Wanted Dead or Alive (pol. Desperados: Poszukiwany Żywy lub Martwy) – gra komputerowa z gatunku RTS, wyprodukowana przez niemieckie przedsiębiorstwo Spellbound.

## Fabuła
Akcja rozgrywa się w Nowym Meksyku u schyłku XIX wieku. Bezwzględny rewolwerowiec i żądny przygód łowca nagród, John Cooper czujący potrzebę wymierzenia sprawiedliwości zbiera grupę swych przyjaciół, aby przemierzając bezkresne prerie Dzikiego Zachodu, znaleźć sprawców odpowiedzialnych za notoryczne napady na pociągi. Prosi w tej sprawie także o pomoc Marshala Jacksona, ale ten wyraźnie daje mu do zrozumienia, że go nie lubi i tylko utrudnia mu załatwienie sprawy. Z każdym następnym poziomem Cooper i jego kompani dowiadują się coraz nowszych informacji o bandytach i ich powiązaniach z lokalnymi władzami.

## Rozgrywka
Gracz może kierować sześcioma postaciami, z których każda ma unikalne zdolności:
- John Cooper - lider grupy. Jest uzbrojony w sześciostrzałowy rewolwer, nóż, którym może dźgać lub rzucać i zegarek z pozytywką do wabienia przeciwników. Potrafi ogłuszać przeciwników pięścią, przenosić ciała, wspinać się po półkach skalnych i innych pionowych powierzchniach oraz zakładać lub odczepiać za pomocą noża siodła na koniach.

- Samuel "Sam" Williams - czarnoskóry przyjaciel Johna, specjalista od materiałów wybuchowych, uzbrojony w karabin Winchester. Potrafi wiązać przeciwników, złapać jadowitego węża i obsługiwać karabin Gatlinga. Zbiera  laski dynamitu i beczki z prochem.

- Dr Arthur "Doc" McCoy – najstarszy członek grupy, zajmuje się leczeniem rannych towarzyszy. Do walki używa colta Buntline'a z możliwością załadowania go amunicją snajperską jego produkcji. Oprócz tego może rzucać buteleczkami z gazem usypiającym (także własnej produkcji) lub je wynieść w powietrze za pomocą balona wypełnionego także tym gazem i zestrzeleniem go nad wyznaczonym celem. Nosi czarny płaszcz, który może zdjąć i wykorzystać go do udawania, że stoi w innym miejscu. Zbiera pociski snajperskie i apteczki.

- Kate O'Hara - dziewczyna Johna, uzbrojona w rewolwer marki Derringer. Kate ze względu na słaby rodzaj uzbrojenia nadaje się raczej do pośrednich akcji w starciu z wrogami jako "przynęta" lub "rozpraszacz". Do swej dyspozycji ma także talię kart wykorzystywaną do wabienia przeciwników oraz lusterko do tymczasowego ich oślepienia. Potrafi uwodzić przeciwników swoimi naturalnymi wdziękami, ogłuszać ich kopniakiem, skradać się po głośnej nawierzchni i przebierać się w inne ubrania.

- Pablo Sanchez – piąty członek grupy. Dołącza do Coopera z zemsty po tym, jak ludzie głównego antagonisty gry rujnują jego kryjówkę i zabijają jego ludzi. Do walki posługuje się obrzynem, którym może również ogłuszać przeciwników. Ma przy sobie zapas butelek z Tequilą do upijania zwabionych wrogów. Potrafi rzucać kamieniami, przenosić dwa ciała naraz (lub - fabularnie - dwa worki z pieniędzmi), przesuwać ciężkie przedmioty i nosić karabin Gatlinga. Zbiera kamienie i butelki z Tequilą.

- Mia Yung – mała, uzdolniona dziewczynka, córka pewnego chińczyka - znajomego Johna. Po śmierci ojca z rąk ludzi Marshala Jacksona dołącza do grupy Johna jako szósty członek. Jej główną bronią jest dmuchawka z zatrutą strzałą, która służy jedynie do tymczasowego zatrucia przeciwnika i jego uśpienia. Ponadto dysponuje fletem, na którym może zagrać do zwabienia wrogów; petardami, którymi - podobnie jak u Kate - może tymczasowo ich oślepić oraz zapasem fistaszków, które może rozsypać w danym miejscu, gdzie później może do nich wysłać swoją małpkę, pana Leone, która zatańczy do odwrócenia uwagi przeciwników. Mia jako jedyny członek grupy potrafi się schować w beczce. Zbiera petardy i fistaszki.

Na swojej drodze spotyka się około 20 rodzajów przeciwników. Gra składa się z 25 misji, w tym sześciu treningowych. Wzorowana jest głównie na serii Commandos.